# Мислінув
Мислінув (пол. Myślinów, нім. Jägendorf) — село в Польщі, у гміні Менцинка Яворського повіту Нижньосілезького воєводства.
Населення — 193 особи (2011).
У 1975-1998 роках село належало до Легницького воєводства.

## Демографія
Демографічна структура станом на 31 березня 2011 року:
|          | Загалом | Допрацездатний вік | Працездатний вік | Постпрацездатний вік |
| -------- | ------- | ------------------ | ---------------- | -------------------- |
| Чоловіки | 91      | 14                 | 68               | 9                    |
| Жінки    | 102     | 24                 | 56               | 22                   |
| Разом    | 193     | 38                 | 124              | 31                   |